# Fontana della Terrina

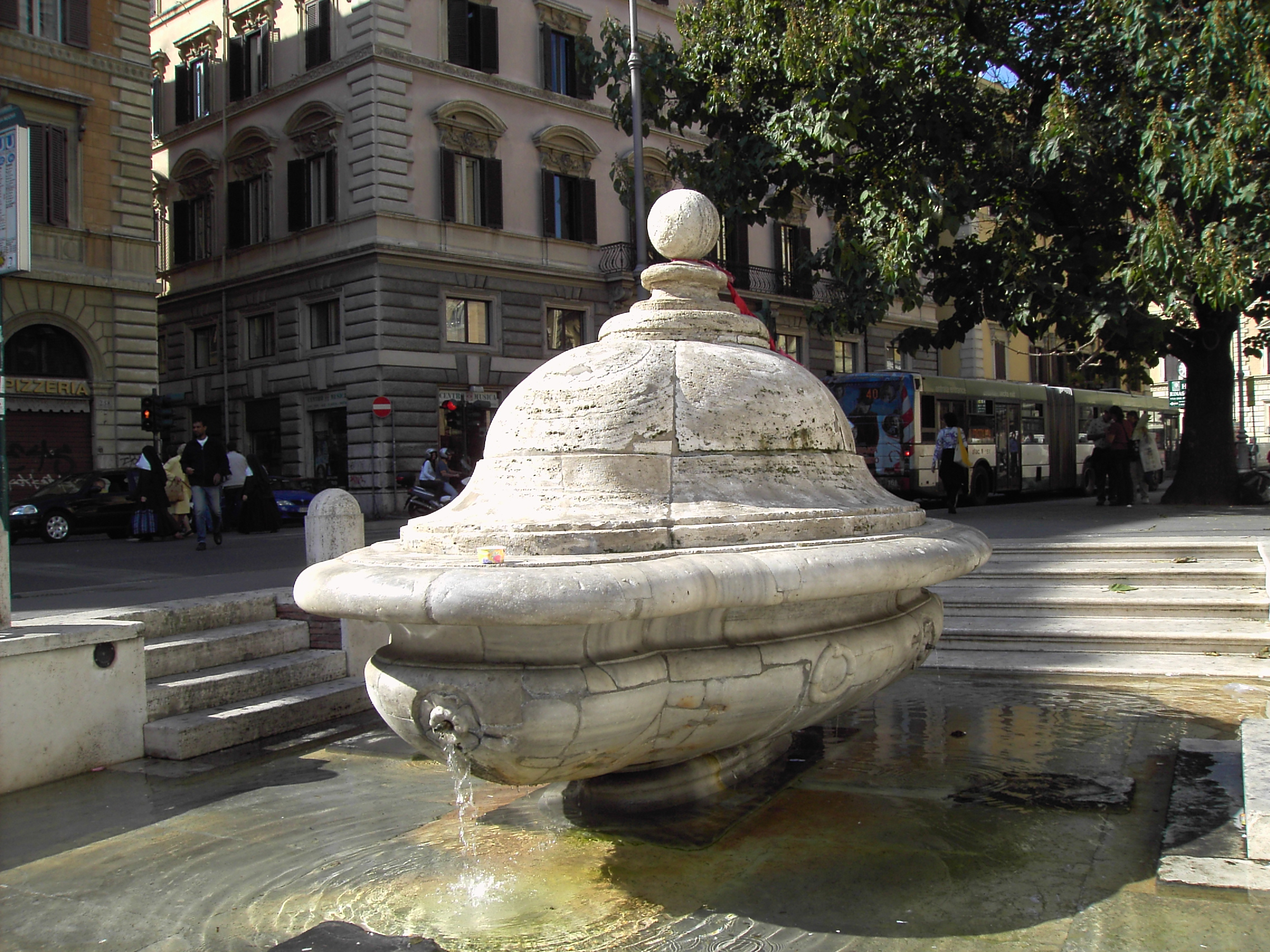
La fontana della Terrina, nella sua attuale collocazione

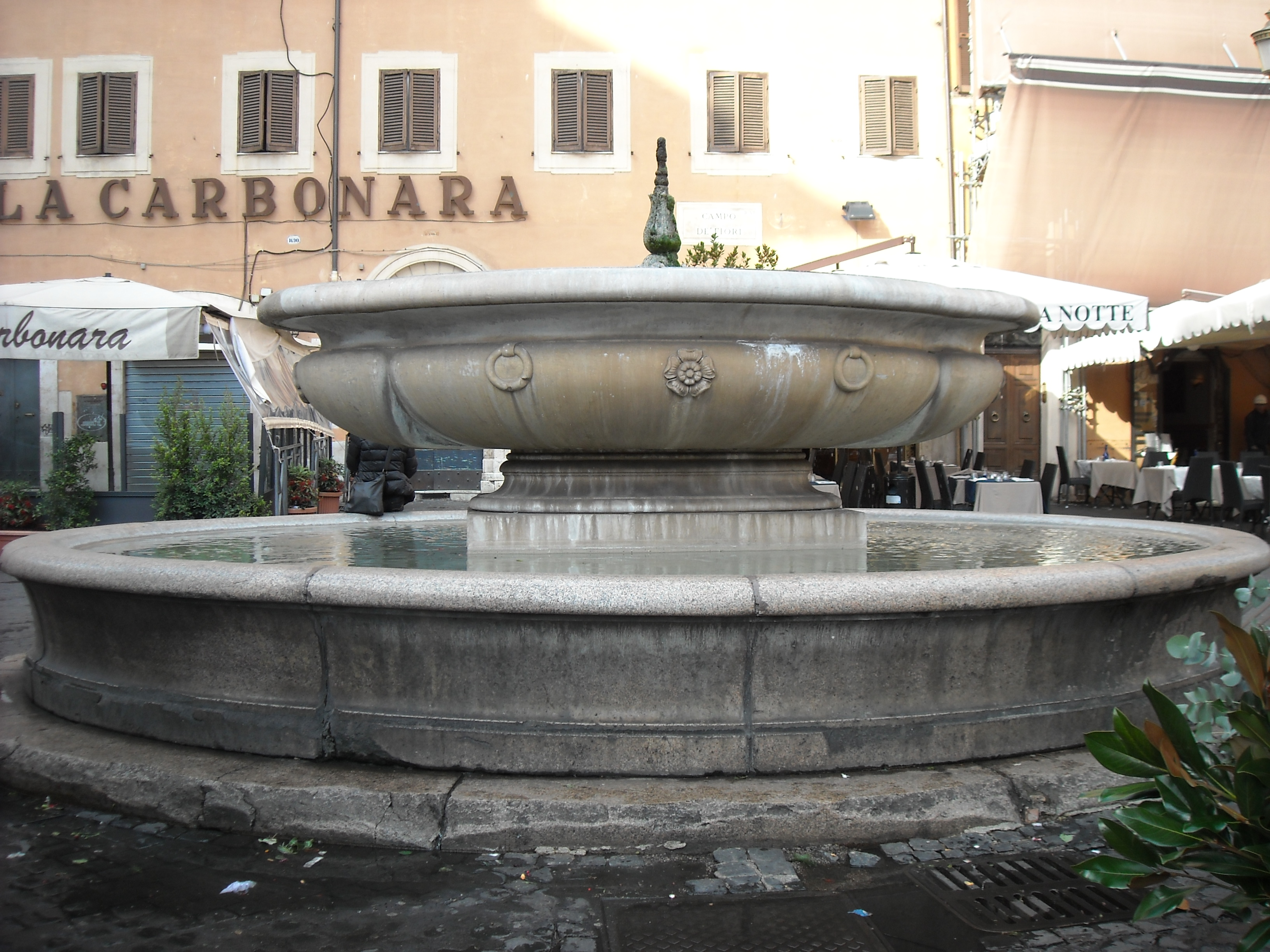
La copia moderna della fontana originale, in piazza Campo de’ Fiori

La fontana della Terrina (ma il nome le fu attribuito solo diversi anni dopo l'edificazione) è una fontana romana posta attualmente in piazza della Chiesa Nuova nel rione Parione. La fontana, fino al 1899, si trovava al centro di piazza Campo de' Fiori, dove oggi c'è il monumento a Giordano Bruno di Ettore Ferrari. Rimasta nei magazzini comunali per un quarto di secolo, nel 1924 fu ricollocata nella sede attuale.

## Storia
Subito dopo il restauro dell'acquedotto dell’Aqua Virgo, terminato nel 1570, furono iniziati i lavori per una ramificazione sotterranea secondaria del condotto, in modo da raggiungere l'area dell'antico Campo Marzio, tra le zone più popolose di Roma, e venne di conseguenza progettata anche l'edificazione di un certo numero di fontane. Dopo alcune importanti fontane, su incarico di papa Gregorio XIII (che però morì prima di vederla realizzata) Giacomo Della Porta progettò e realizzò per ultima, nel 1590 anche quella di piazza Campo de' Fiori.
Consisteva in una vasca ovale esterna posta, a causa della bassa pressione dell'acqua, sotto il livello stradale (cui si accedeva attraverso due rampe di quattro gradini) contenente un'altra elegante vasca di forma ovale in marmo bianco, dal profilo bombato e con il bordo svasato, sui cui lati erano scolpite due maniglie ad anello e una rosa centrale. L'acqua era gettata nella vasca esterna da quattro delfini in bronzo posti sui bordi della vasca più interna, quegli stessi delfini che un paio d'anni prima erano stati realizzati per la fontana di piazza Mattei (poi chiamata “delle Tartarughe”) e mai posti in opera.
Già allora, come anche oggi, piazza Campo de' Fiori era sede di un popolare mercato, soprattutto di verdura e fiori (da cui il toponimo) e, nonostante gli editti, le proibizioni, le sanzioni e le punizioni anche corporali, si continuava a gettare rifiuti e avanzi del mercato all'interno della fontana, utilizzandola come fosse una pattumiera. Solo nel 1622 si riuscì a porre termine allo scempio con un provvedimento indubbiamente originale: si asportarono i delfini (che, da allora, andarono perduti) e si pose sulla vasca interna un coperchio in travertino, a cupola, con un grosso “pomello” centrale, che fece assumere all'intera fontana l'aspetto di una gigantesca “zuppiera” (una “terrina”, appunto). La fuoriuscita dell'acqua venne assicurata traforando il centro delle rose poste sui lati della vasca.

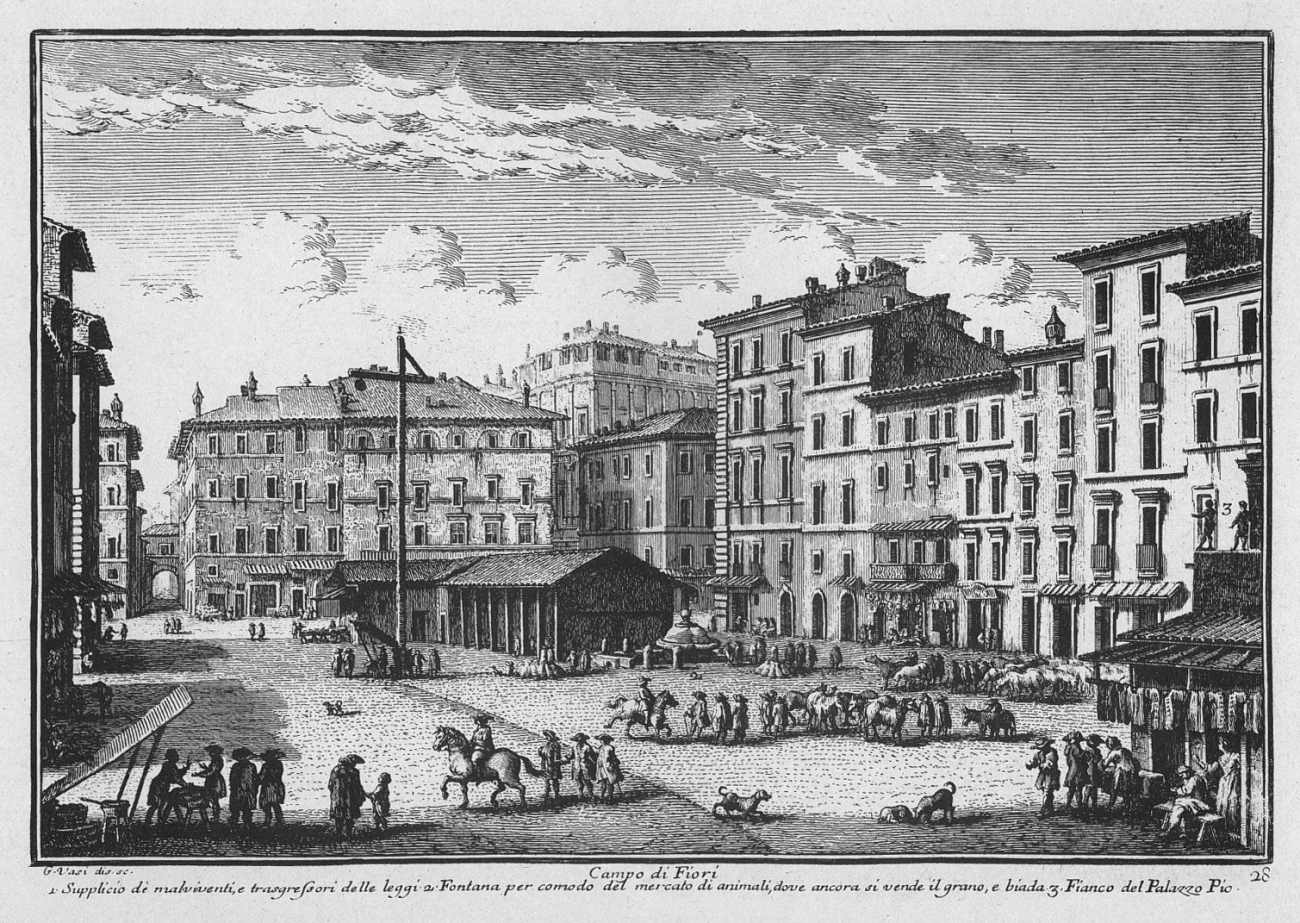
Campo dei Fiori nel 1752 con la fontana originale

Lo sconosciuto scultore autore del coperchio pose, alla base del pomello, un'iscrizione circolare:  “AMA DIO E NON FALLIRE. FA DEL BENE E LASSA DIRE. MDCXXII”.
Nel 1899 la fontana venne asportata per lasciare posto al monumento a Giordano Bruno, e rimase alcuni anni in un magazzino comunale. Nel 1924 si pensò di dotare di nuovo la piazza della sua fontana, ma per motivi sconosciuti si preferì porre una copia, anziché quella originale, senza coperchio, che venne posizionata al centro del lato settentrionale della piazza. La “terrina” originale venne recuperata dai magazzini e posizionata dove si trova tuttora, di fronte alla Chiesa Nuova, inserita in una sorta di piscina quadrata più bassa del livello stradale, anche qui a causa della limitata pressione dell'acqua.